# Hogeschool Wittenborg
Hogeschool Wittenborg is een  particuliere school voor hoger onderwijs in Apeldoorn in de Nederlandse provincie Gelderland.

## Geschiedenis
Wittenborg werd in 1987 door de ondernemer H. Nijkamp in Deventer opgezet. De school werd een kenniscentrum voor bank-, verzekeringen- en vastgoedmanagement. In 1996 wees het Ministerie van Onderwijs, Cultuur en Wetenschap Wittenborg aan als hogere onderwijsinstelling in Nederland. Aangewezen instellingen vallen onder de Wet Hoger Onderwijs, maar ontvangen geen bekostiging van de overheid. In 2002 begon de school met de ontwikkeling van Engelstalige businessprogramma's. In 2006 is de opleiding International Business Administration geaccrediteerd door de Nederlands-Vlaamse Accreditatieorganisatie (NVAO). Sinds 2017 is Wittenborg University B.V. in het bezit van het keurmerk van de Nederlandse Raad voor Training en Opleiding (NRTO), een vereniging van particuliere opleidingsinstituten.

## Financiële problemen
In 2008 werd het management van de school overgenomen door Peter Birdsall en Maggie Feng.
Een regionaal dagblad berichtte dat de organisatie de huur van het schoolgebouw in Deventer niet meer kon opbrengen en hierdoor failliet ging. De hogeschool zou in afgeslankte vorm verder zijn gegaan en de opleidingen die geen goedkeuring kregen van de NVAO zouden zijn afgestoten. In een persbericht, dat in mei van hetzelfde jaar door de directie van Hogeschool Wittenborg werd uitgebracht, werd de relatie tussen de failliete Probalex BV (als verhuurder) en de Hogeschool Wittenborg nader toegelicht en werd aangegeven, in tegenstelling tot wat het krantenartikel berichtte, dat het faillissement van Probalex BV, volgens de directie van de school, geen enkel nadelig effect heeft gehad voor Hogeschool Wittenborg of haar studenten.

## Verhuizingen
Met ingang van het studiejaar 2010-2011 werd Deventer verlaten en zette de school haar activiteiten voort in Apeldoorn. Wittenborg werd daar gevestigd in een vleugel van het gebouw van ROC Aventus. In 2015 nam de instelling daarnaast een gerenoveerd pand aan de Spoorstraat te Apeldoorn in gebruik.